# داستان‌نویسی جنوب
داستان‌نویسی جنوب آثار نویسندگانی را شامل می‌شود، که در خطهٔ جنوب و جنوب‌غربی ایران زیسته‌اند، یا در حال و هوای این مناطق می‌نویسند. این آثار دارای ویژگی‌های خاصی می‌باشد، که آن را با سبک‌های ادبی دیگر معاصر، از قبیل جنگ اصفهان، متمایز می‌کند.

## محدوده، جغرافیا و نویسندگان
جنوب و جنوب‌غربی ایران در سه محدودهٔ خوزستان، فارس و بوشهر در میان ادبیات داستانی ایران جلوهٔ خاصی دارد؛ این خطه نویسندگان بزرگی چون صادق چوبک، سیمین دانشور، فتح الله بی نیاز، رسول پرویزی، ابراهیم گلستان، احمد محمود، امین فقیری، ناصر تقوایی، ناصر مؤذن، شهریار مندنی‌پور، منیرو روانی‌پور، محمدرضا صفدری زویا پیرزاد و بسیاری دیگر را در دامان خود پرورده‌است.
این خطه از سرزمین ایران با وجود اسکان اقوام مختلفی چون اعراب، بختیاری‌ها و ترکان قشقایی از یک طرف و ارتباط با خارجیان، به دلیل موقعیت خاص جغرافیایی آن از سوی دیگر سبب شده‌است که از یک نوع فرهنگ مختلط و آمیخته برخوردار گردد. از جمله استعمار انگلیس در هنگامهٔ جنگ جهانی، تأثیر فراوانی به‌ویژه از لحاظ ساختار زبانی بر گویش این ناحیه بر جای گذاشته‌است. نویسندگان جنوبی با بهره‌گیری از این فرهنگ‌های متنوع و طبیعت متفاوت، داستان‌هایی خلق کرده‌اند که هم از لحاظ تعدد کار و هم از لحاظ کیفیت، پر بارتر از خطه‌های دیگر ایران است. حسن عابدینی در کتاب خود «صد سال داستان‌نویسی ایران»، مهم‌ترین دستاورد ادبیات اقلیمی را حاصل تلاش نویسندگان جنوب می‌داند که داستان‌هایی با زمینه، فرهنگ و طبیعت متنوع جنوب نوشته‌اند و ماجراپردازی را با مسایل اجتماعی درآمیخته‌اند.
جنوب با فضای متنوع خود، نه تنها در داستان‌های نویسندگان بومیش توصیف شده‌است، بلکه نویسندگان مناطق دیگر ایران نیز مجذوب توصیف فضای این ناحیه، برای پرداخت داستان‌های خود شده‌اند، که از این گروه می‌توان به اسماعیل فصیح در «شراب خام»، محمود دولت‌آبادی در «باشبیرو»، غلامحسین ساعدی در مجموعهٔ «ترس و لرز» و حسین دولت‌آبادی در رمان «کبودان» اشاره کرد، که به توصیف فضای جنوب ایران پرداخته‌اند. غلامحسین ساعدی، خود به بنادر جنوب سفر کرد و کتاب‌های «ترس و لرز» و «اهل هوا» نیز حاصل این سفرها است.

## ویژگی‌ها
مهم‌ترین بخش ادبیات اقلیمی، تلاش نویسندگان جنوب کشور است، داستان‌هایی که دربارهٔ فرهنگ و طبیعت جنوب نوشته شده‌است. غالب این نویسندگان برخاسته از طبقهٔ متوسط شهری می‌باشند و بدین ترتیب مکتب قصه‌نویسی خوزستان پدید می‌آید. قصه‌های ناصر تقوایی، احمد محمود، مسعود میناوی، ناصر مؤذن، محمد ایوبی، پرویز زاهدی، پرویز مسجدی، عدنان غریفی، نسیم خاکسار و بهرام حیدری، دنیای داستان‌های ویلیام فاکنر، ارنست همینگوی و ارسکین کالدول را پیش چشم ما می‌گذارد.
محمدعلی سپانلو نوشته‌است: 
محیط جنوب غربی ایران به‌خصوص بخش صنعتی آن، که تضادهای جهانی معاصر را یک جا کنار هم دارد، بهترین آزمایشگاهی بوده‌است برای آزمودن سبک نویسندگان رئالیست آمریکایی میان دو جنگ، در یک فرم بومی ایرانی. اقلیمی سوزان و وحشی که در آن شبح صنعتی عظیم چشم‌انداز را مسدود کرده‌است، مجموعهٔ متلّونی از بدوی‌ترین طبایع تا تربیت‌شده‌ترین واکنش‌های شهرنشینی، این‌ها همه، به برخی از بهترین قصه‌نویسان معاصر ما فرصت داده تا مکتب قصه‌نویسی خوزستان را پدیدآورند؛ ترکیب دل‌پذیر مرارت و وحشت و پاک‌باختگی، می‌توان گفت که جغرافیا سبک آفریده‌است.
گرمای طاقت‌سوز جنوب، کشمکش با تلاطم دریا، مواجهه با استعمار، جهل بسیار و فقر شدید، داستان‌های جنوبی را گرفتار نوعی خشونت کرده‌است. حسن میرعابدینی این موضوع را اینگونه بیان می‌کند:
خشونت طبیعت و رودرویی مستقیم با استعمار، داستان جنوبی را صاحب خشونتی می‌کند، که در داستان‌های شمال دیده نمی‌شود. به همین دلیل بهترین داستان‌های جنوبی، از صناعت خشن و موجز نویسندگانی چون ارنست همینگوی بهره گرفته‌اند.
در آثار نویسندگان این خطه، فقر، محرومیت و بی‌پناهی انسان‌های تحقیر شده و زخمی، نمود فراوانی دارد و کارگران غربت‌زده، روستائیان آواره و درمانده، در داستان‌های جنوب، جایگاهی مشخص دارند. توجه به رنگ و بوی محلی در نوشتهٔ زیر از نسیم خاکسار کاملاً نمایان است:
اتاقم همیشه بوی چوپ خیس، بوی شط، بوی فلس خرچنگ، بوی پوست ماهی صبور، بوی گل، بوی ریشهٔ نخل، بوی چیزایی رو می‌داد که تا به حال حس نکرده بودم.
غلامحسین ساعدی از جلوداران ادبیات اقلیمی ایران است. مجموعه داستان «ترس و لرز» (انتشار در سال ۱۳۴۶) را دربارهٔ زندگی ساحل‌نشینان جنوب می‌نویسد. ساعدی دربارهٔ عقب‌مانده‌ترین نواحی جنوب، به کشف مجدد فرهنگ و طبیعت آنان همّت می‌گمارد. در مجموعهٔ «دندیل» و «دفترهای زمانه» (انتشار در سال ۱۳۴۶) مضمون سیاسی را با فضای پرهراس بندر، ترسیم می‌کند. علی‌مراد فدایی‌نیا به زندگی کارگران بندر می‌پردازد و محمد ایوبی؛ داستان‌هایی دربارهٔ مهاجرت مردم جنوب می‌نویسد. احمد محمود «زائری زیر باران» را در سال ۱۳۴۶ چاپ می‌کند. مجموعهٔ «غریبه‌ها» (انتشار در سال ۱۳۵۰) زندگی مردانی است که به ناچار از زندگی خود مهاجرت کرده‌اند و در شهر به عملگی می‌پردازند. داستان «پسرک بومی» که در سال‌های دههٔ ۱۳۲۰ می‌گذرد، با نثری دلنشین، خواننده را در فضا و محیط جنوب قرار می‌دهد.
غلامرضا رضایی (داستان نویس)؛ پژوهش‌گر کتاب دریچه جنوبی می‌گوید: 
در ارتباط با ادبیات خوزستان نباید تنها به نفت و تأثیری که در صنعتی و مدرن‌شدن زندگی ساکنان آن داشته اکتفا کرد. به‌طور قطع خود خوزستان هم به واسطه برخورداری از قومیت‌ها و فرهنگ‌های متنوع تأثیر بسزایی در این شکوفایی داشته‌است. تنها نگاهی گذرا کافی است تا با اقوام مختلفی از جمله عرب، لر، ترک، دزفولی و شوشتری، روبه‌رو شوید. وقتی استانی با برخورداری از چنین تنوعی در مسیر صنعتی‌شدن گام بردارد، سوژه‌های مختلفی در اختیار اهل قلم قرار می‌گیرد. البته در ادبیات آن سال‌های خوزستان، نباید از نقش ترجمه و فعالیت بزرگانی همچون نجف دریابندری هم غافل شد، چرا که این افراد تأثیری جدی در معرفی ادبیات روز جهان، به علاقه‌مندان داشته‌اند. خوزستان هنوز هم از چنین ویژگی‌هایی برخوردار است، اما دیگر خبری از آن آسودگی خاطر اقتصادی نیست.

## گونه‌ها
در ادبیات اقلیمی جنوب به‌طور کلی شاهد ۲ گرایش می‌باشیم: 
1. ادبیات روستایی
2. ادبیات کارگری[۱]

### ادبیات روستایی جنوب
گرایش به روستانویسی بیشتر در نوشته‌های داستان‌نویسان خطهٔ فارس به چشم می‌خورد. برجسته‌ترین نمایندهٔ این گروه امین فقیری است که تاکنون نیز به ادبیات روستایی وفادار مانده‌است. مجموعه داستان «دهکدهٔ پرملال» که اولین و زیباترین اثر او نیز است یکسره به مسایل روستا می‌پردازد، در آثار دیگرش نیز فضای روستا و روستانشینان بر دیگر جنبه‌ها غلبه دارد. او نه به قصد جمع‌آوری فلکلور و پژوهش در فرهنگ عامه بلکه برای نمایاندن درد و رنج، فقر و جهل و مظلومیت روستائیان، از روستا نوشت.
برادر او ابوالقاسم فقیری نیز داستان‌هایی با مایه‌هایی روستایی نوشت که از آن میان می‌توان از «اجاق‌کور»، «باخودم در راه»، «بارونی» نام برد.
صادق همایونی نیز از نویسندگان خطهٔ فارس است که در داستان‌های «بیگانه‌ای در ده» (۱۳۴۹) و «هرگز غروب مکن» (۱۳۴۷) و «خلق روزگار» (۱۳۷۰) به زندگی محرومان روستایی پرداخته‌است. زمینه‌های اصلی کار همایونی، پژوهش در فرهنگ عامه و فلکلور است و این آشنایی او با فرهنگ عامه، داستان‌هایش را تحت‌تأثیر گذاشته‌است.
محمد بهمن‌بیگی نیز در آثار خود؛ همچون «بخارای من، ایل من» (۱۳۶۸) و «اگر قره قاج نبود» و «به اجاقت قسم» گزارش گونه‌هایی دلچسب با نثری شاعرانه و شیوا از عشایر فارس نوشته‌است.
در آثار نویسندگان بختیاری؛ مانند بهرام حیدری و منوچهر شفیانی نیز ایل‌نشینان شخصیت‌های اصلی هستند. در آثار دیگر نویسندگان جنوب؛ مانند احمد محمود و برخی دیگر به صورت جسته-گریخته، به شرح فضای روستاها پرداخته شده‌است.

### ادبیات کارگری جنوب
پرداختن به زندگی کارگران غربت‌زده و باربران اسکله و تشریح، فقر و محرومیت آن‌ها در داستان‌های جنوبی نمود خاصی دارد؛ وجود تأسیسات نفتی، پالایشگاه‌ها و کارخانه‌ها، بسیاری را از شهرها و روستاهای اطراف فریفت و به سمت خود جذب نمود، اما این کارگران سرگردان، با بی‌مهری کارفرمایان خارجی و داخلی مواجه می‌شدند و سرانجام در غربتی جان‌کاه زندگی طاقت‌فرسای خود را در کافه‌ها و بارها سپری می‌کردند. بیشترین نمود این گرایش را در آثار نویسندگان مکتب داستان‌نویسی خوزستان می‌بینیم. نویسندگانی چون احمد محمود، ناصر مؤذن، ناصر تقوایی، اغلب شخصیت‌هایشان را کارگران تشکیل می‌دهند که اغلب‌شان سرانجام به آوارگی و بی‌خانمانی و بی‌کاری تن می‌دهند و با فروش خون خویش به زندگی ادامه می‌دهند.

## نویسندگان
ناصر تقوایی از اسلوب نگارش ارنست همینگوی یاری می‌جوید. تقوایی در سال‌های دههٔ ۱۳۴۰ به وسیلهٔ صفدر تقی‌زاده که خود مترجم آثار نویسندگان آمریکایی است، به مجله آرش معرفی می‌شود و به نگارش داستان‌های خاطره‌ای از مناطق جنوب می‌پردازد، که این داستان‌ها در سال ۱۳۴۸ با نام «تابستان همان سال» چاپ می‌شود. مجموعهٔ «تابستان همان سال» اثر تقوایی، یکسره به مسایل کارگری در جنوب اختصاص دارد. او از اولین نویسندگانی است که بعد از صادق چوبک، فضای ماتم‌زده و غبارگرفتهٔ جنوب را توصیف می‌کند.
نویسندگان دیگری نیز در فضای بومی جنوب، داستان نوشته‌اند، که عبارتند از:
- منوچهر شفیانی: زاده ۱۳۱۹ مسجدسلیمان و بختیاری است. او با پرداختن به زندگی ایل‌نشینان بختیاری و روستاهای دورافتادهٔ جنوب، می‌توانست نام خود را به عنوان یکی از اقلیمی‌نویسان چیره‌دست جنوب، ثبت کند اما روزگار به او مهلت نداد و در همان سال‌های اوج ادبیات اقلیمی در سال (۱۳۴۶) جوان‌مرگ شد. شفیانی داستان‌هایش را درمجلهٔ خوشه به چاپ می‌رساند؛ سال‌ها پس از او داستان‌هایش در مجموعه‌ای به نام «معامله‌چی‌ها» (۱۳۵۵) به چاپ رسید اما همهٔ داستان‌های او نبود. در سال (۱۳۵۶) مجموعهٔ کامل داستان‌های او با نام «قرعهٔ آخر» به چاپ رسید.[۱][۷] آنچه بیش از هر چیز توجه نویسنده را جلب کرده، زندگی کهنه و آکنده از تعصب و خرافات است: «زندگی بی امید و بی درآمدی است که نقطهٔ اوجش، مهاجرت به دنبال کار تا آن سوی خلیج فارس است. او دهکده‌هایی را توصیف می‌کند که در خم کوهساران جنوب، فراموش شده‌اند و هیچ چیز زیبا و شاعرانهٔ ندارند»[۱]
- بهرام حیدری: از سپاهیان دانشی است، که در داستان‌های خود بیشتر به زندگی ایل‌نشینان بختیاری پرداخته‌است. داستان‌های او از فرهنگ عامه و فلکلور بختیاری مایه گرفته‌اند. مجموعه داستانهای «به‌خدا که می‌کشم هرکس که کشتم» (۱۳۵۶)، «لالی» (۱۳۵۸) و «زنده‌پاها و مرده‌پاها» (۱۳۵۸) از آثار اوست که در آن‌ها به دنبال جستجوی فرهنگ و گذشتهٔ ایل بختیاری است.[۱]
- ناصر مؤذن: نخستین داستان‌هایش را در سال ۱۳۴۷ در مجله خوشه چاپ می‌کند. در داستان «شب‌های دوبه‌چی» (انتشار در سال ۱۳۴۹) به جامعهٔ جنوب، خارجی‌ها و کارمندان و کارگران شرکت نفت می‌پردازد. مجموعه داستان «رقص در انبار» را در سال ۱۳۵۲ و داستان «آفتابگردان» را در سال ۱۳۵۵ منتشر می‌کند.[۳]

این نویسندگان، صرفاً به مسایل ملموس زندگی توجه کرده‌اند و همچون احمد محمود و ناصر تقوایی، به سراغ دقیقه‌ها و غرایب زندگی در اقلیم جنوب نرفته‌اند. این نویسندگان اغلب از خود پیگیری نیز نشان نداده‌اند و به عنوان اقلیمی‌نویس نیز مطرح نیستند. عابدینی در این باره می‌گوید:
منطقه‌گرایانی که از جنوب برخاسته‌اند، بیش از توجه به غرایب، به کاوش در مسایل ملموس زندگی پرداخته‌اند. علی‌مراد فدایی‌نیا، زندگی کارگران بندر و درگیری‌های آنان را با کارفرمایان خارجی توصیف می‌کند، محمد ایوبی داستان‌هایی دربارهٔ مهاجرت مردم جنوب برای کار و نان به کشورهای خلیج فارس نوشت؛ علی مدرس نراقی زندگی کارمندان بندرهای پرت‌افتاده را به شیوهٔ کافکایی تصویر کرد و عدنان غریفی متأثر از ویلیام فاکنر، اضمحلال مظاهر بومی را در جنوب، از خلال نابودی نخلستان‌ها و سربرآوردن خانه‌های سیمانی، به نمایش گذاشت، اما هیچ‌کدام از این نویسندگان شکل ویژهٔ خود را در ادبیات اقلیمی نیافتند و تمام تلاش خود را صرف آفریدن داستان‌های مدرنیستی کردند.
- عدنان غریفی: مجموعه داستان شنل‌پوش در مه (۱۳۵۵)[۷]
- پرویز مسجدی: از جمله داستان‌نویس‌هایی که به نوشتن داستان‌های ساده و گزارشی پرداختند. او مجموعه داستان‌هایش را به نام «بازی هر روز» در سال ۱۳۵۴ منتشر می‌کند. داستان‌های او از نوع داستان‌های اجتماعی است، که در سال‌های دههٔ ۱۳۳۰ به شکل شتاب‌زده نوشته می‌شد و تا نیمهٔ دههٔ ۱۳۴۰ نیز ادامه داشت، که اثر فقر و خرافات را گزارش می‌دهد.[۳] بازی هر روز (۱۳۵۴)، قصهٔ بلند جزیره (۱۳۵۸) و روزهای مقاومت در خرمشهر (۱۳۶۰) از آثار اوست.[۷]
- علی‌مراد فدایی‌نیا: حکایت‌ها (۱۳۵۰)، برج‌های قدیمی (۱۳۵۰)[۷]
- اصغر عبداللهی: آفتاب در سیاهی جنگ گم می‌شود (۱۳۶۰)، سایبانی از حصیر (۱۳۶۹)، پشت آن مه (۱۳۶۴).[۷]
- محمدرضا صفدری: سیاسنبو (۱۳۶۸)، مجموعه «تیلهٔ آبی» و رمان «من پیر نیستم».[۷]
- منیرو روانی‌پور: مجموعهٔ «کنیزو» (۱۳۶۷)، رمان «اهل غرق» (۱۳۶۸)، مجموعه «سنگ‌های شیطان» (۱۳۶۹)، رمان «دل فولاد» (۱۳۶۹)، مجموعه «سریا سریا» و «کولی کنار آتش».[۷]
- قاضی ربیحاوی: مرداد پای کوره‌های جنوب (۱۳۵۸)، نخل و باروت (۱۳۵۹)، حادثه در کارگاه مرکزی (۱۳۵۹)، وقتی که دود جنگ در آسمان دهکده دیده شد (۱۳۵۹)، خاطرات یک سرباز (۱۳۶۰)، رمان «گیسو» (۱۳۷۲)، «از این مکان» که مجموعهٔ بهترین داستان‌هایش است.[۷]
- نسیم خاکسار: گیاهک (۱۳۵۷)، نان و گل (۱۳۵۷)، روشنک کوچک (۱۳۵۹)، گام‌های پیمودن (۱۳۶۰)، دیروزی‌ها (۱۳۶۶)، قفس طوطی جهان خانم (۱۳۷۰).[۷]

از دیگر نویسندگان جنوبی؛ شاپور قریب، پرویز زاهدی، حسن کرمی، منوچهر آتشی و مسعود میناوی می‌باشند. شاپور قریب «جنوب گرم» را در سال ۱۳۴۶ در جنگ اصفهان منتشر می‌کند. پرویز زاهدی «چل پلکان» را در سال ۱۳۴۵، «عروج» را در سال ۱۳۵۳ و «کاشتن باد» را در سال ۱۳۴۶  چاپ می‌کند. آثار منوچهر آتشی نیز از سال ۱۳۵۰ تا ۱۳۵۶ در «مجله تماشا» چاپ می‌شود و در مجلهٔ «مجله فردوسی» نیز در سال ۱۳۴۸ داستان‌هایی دربارهٔ کشاکش درونی آدم‌های سر در گم می‌نویسد. مسعود میناوی «پناهگاه» را در سال ۱۳۴۶، «رهروان شب» را در سال ۱۳۴۵ و «صفو» را در سال ۱۳۴۸ منتشر می‌کند، که دربارهٔ قاچاقچیان و یاغی‌ها می‌باشد.
عنصر اصلی در داستان‌های اقلیمی جنوب، دریا است. داستان‌های «لحظهٔ صید» و «شال» از عظیم خلیلی، از دریا به عنوان عنصری برای ساختن فضا استفاده می‌شود. از دیگر ویژگی‌های داستان اقلیمی جنوب، پرداختن به زندگی و محیط کارگری است. حسین دولت‌آبادی نیز «کبودان» را در سال ۱۳۵۷ دربارهٔ زندگی کارگران مهاجر در بنادر و جزایر جنوبی کشور، ترسیم می‌کند.
نویسندگان اخیر اغلب آثار خویش را در دههٔ ۱۳۵۰ و پس از آن، عرضه کردند. قابل ذکر است که ادبیات اقلیمی جنوب، شکوفایی خود را در آثار کسانی چون احمد محمود، امین فقیری، ناصر مؤذن و ناصر تقوایی بروز داد.